# Franjo Marković
Franjo Marković (Križevci, 26 luglio 1845 – Zagabria, 15 settembre 1914) è stato uno scrittore, drammaturgo e filosofo croato, uno degli autori croati più significativi nella seconda metà del XIX secolo.

## Biografia

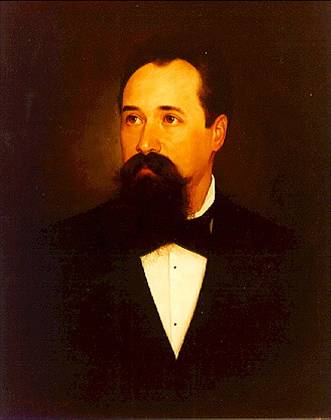
Franjo Marković

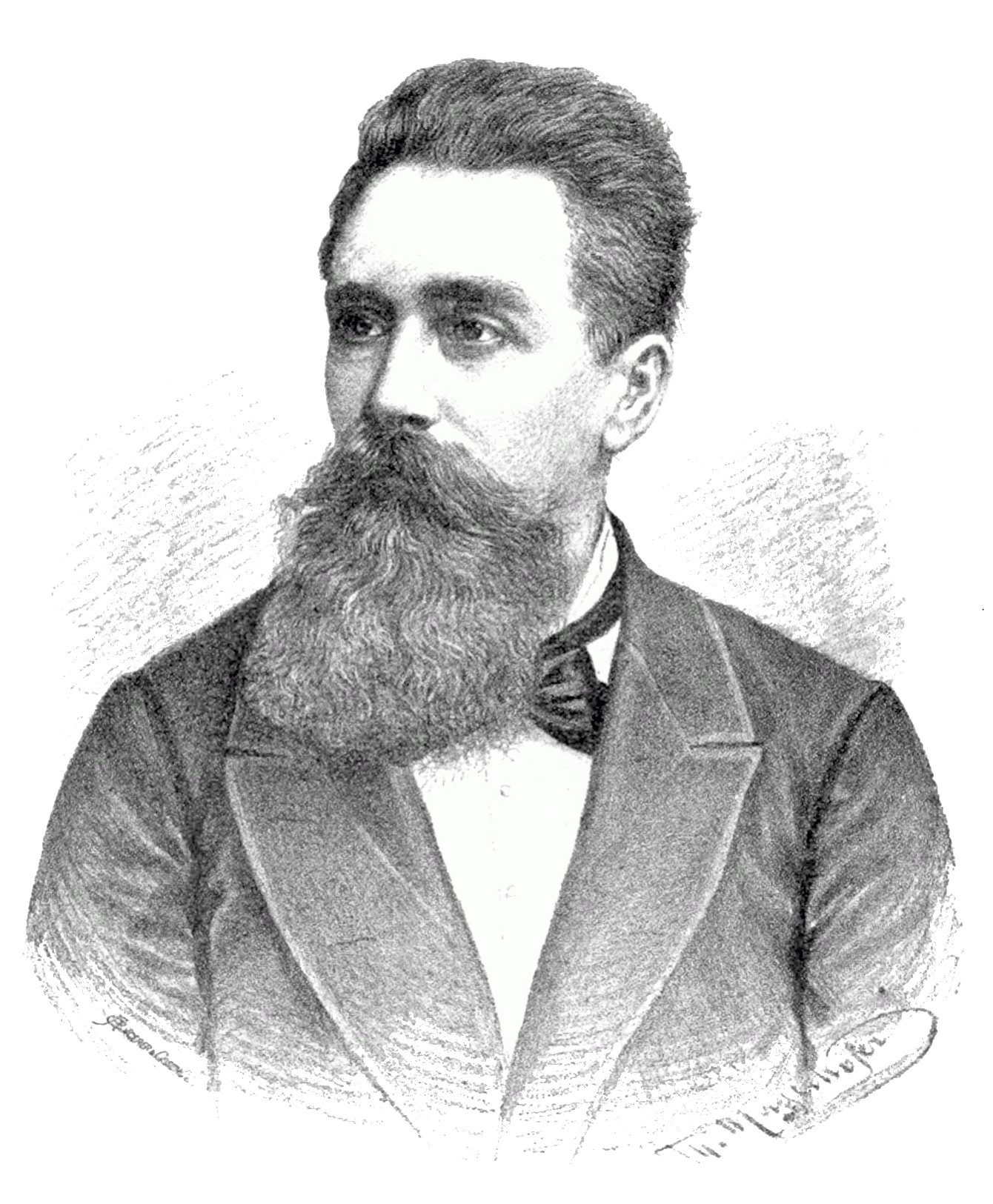
Franjo Marković nel 1884

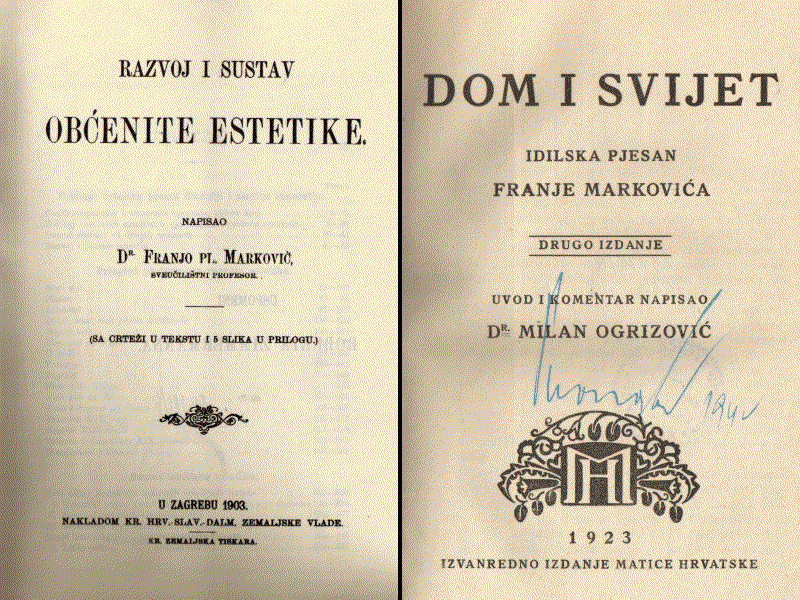
Copertina del saggio Razvoj i sustav obćenite estetike, pubblicato nel 1903

Franjo Marković studiò filologia classica e filosofia a Vienna nel 1866.
Nello stesso anno lavorò presso il ginnasio di Osijek, e nel 1868 si trasferì alla scuola superiore di Zagabria.
Per ragioni politiche, si dimise e andò a Vienna nel 1870, dove ottenne un dottorato nel campo dell'estetica due anni dopo.
Successivamente tornò in patria per insegnare filosofia presso la Facoltà di filosofia di Zagabria (1874-1909).
Divenne membro dell'Accademia croata delle Scienze e delle Arti nel 1876, e assunse la carica di rettore dell'Università di Zagabria nel 1881, dopo di che partecipò alla vita politica del suo paese e fino al 1890 fu eletto membro del parlamento croato.
I suoi esordi letterari evidenziarono influenze del Romanticismo tedesco, ma anche inglese, scandinavo e polacco nelle opere Danni diabolici (Zla kob),  In Terra Santa (U svetu zemlju), Campo di siepi (Šaš-polje).
A venti anni ultimò il suo primo poema epico, intitolato La patria e il mondo ( Dom i svijet), che pubblicò solamente nel 1883 assieme a ballate giovanili e romanze di soggetto storico, nel libro Dai giorni della giovinezza (Iz mladih dana).
La patria e il mondo, intriso di impegno politico e di tematiche di attualità, dimostrò l'ispirazione tratta dal poema Il signor Tadeusz (Pan Tadeusz) dello scrittore polacco romantico Adam Mickiewicz, e ha un carattere autobiografico: il protagonista dell'opera riflette i sentimenti e le azioni dello stesso autore, ambientati ai tempi dell'assolutismo in Croazia e descritti con stile realistico.
La successiva opera di Marković, Kochan e Vlasta (Kochan i Vlasta, 1868), invece descrisse le lotte medioevali degli Slavi dell'Elba contro i Tedeschi, con uno stile romantico necessario anche per invitare i croati a difendere la propria autonomia e a unirsi con gli altri fratelli slavi.
Nel 1869 Marković fondò la rivista Vienac con A. Šeno, I. Dežman e I. Trnski, nella quale collaborò anche come critico teatrale e come redattore.
Per la redazione viennese pubblicò due tragedie storiche in cinque atti: Carlo di Durazzo (Karlo Drački, prima rappresentazione nel 1894), nella quale cercò di oltrepassare i canoni della tradizione "illirica", innovandoli con nuove forme drammatiche, con contenuti incentrati sul desiderio di affrancamento del popolo croato associato alla generale aspirazione dell'umanità all'elevazione morale. Il protagonista della tragedia ha ottenuto il potere del trono di Ungheria grazie all'aiuto dei Croati e si oppone all'autorità pontificia, ma le sue intenzioni saranno vanificate da trame amorose.
L'altra tragedia di Marković, Benko Bot (prima rappresentazione nel 1899), una trasposizione dell'opera Un fedele servitore del proprio padrone (Ein treuer Diener seines Herrn) del drammaturgo austriaco Franz Grillparzer, si basò sulla tematica del contrasto tra amore e dovere.
La sua terza opera teatrale, il dramma storico in prosa Zvonimir (1877), fu dedicata alla figura dell'ultimo re della Croazia libera, in occasione dell'ottocentesimo anniversario.
Importante risultò anche l'opera teorica di Marković, includente numerosi saggi critici, tra i quali Appendice alla scienza estetica delle ballate e dei romanzi (Prilog estetičkoj nauci o baladi i romanci, 1898), Sviluppo e sistema dell'estetica generale (Razvoj i sustav obćenite estetike, 1903).
Franjo Marković morì il 15 settembre 1914 a Zagabria.

## Opere

### Letteratura
- La patria e il mondo ( Dom i svijet) (1865);
- Kochan e Vlasta (Kochan i Vlasta) (1868);
- Zvonimir (1877);
- Dai giorni della giovinezza (Iz mladih dana) (1883);
- Carlo di Durazzo (Karlo Drački) (1894);
- Benko Bot (1899).

### Filosofia
- Valutazione estetica di "Osman" di Gundulić (Estetička ocjena Gundulićeva "Osmana") (1877);
- Circa gli scrittori della professione filosofica di origine croata (O piscih filozofijske struke a hrvatskoga roda) (1881);
- Il lavoro filosofico di Ruger Josip Boskovic (Filosofijski rad Rugjera Josipa Boškovića) (1888);
- Contenuto etico dei nostri proverbi popolari (Etički sadržaj naših narodnih poslovica) (1889);
- Appendice alla scienza estetica delle ballate e dei romanzi (Prilog estetičkoj nauci o baladi i romanci) (1898);
- Sviluppo e sistema dell'estetica generale (Razvoj i sustav obćenite estetike) (1903).